# Sagittidae
Famille
Les Sagittidae sont une famille de chétognathes de l'ordre des Aphragmophora. Ces différentes espèces se rencontrent dans tous les océans du monde.

## Systématique
La famille des Sagittidae a été créée en 1905 par Carl Friedrich Wilhelm Claus et Karl Grobben.

## Liste des genres
Selon World Register of Marine Species (27 mai 2022)
- genre Aidanosagitta Tokioka & Pathansali, 1963
- genre Caecosagitta Tokioka, 1965
- genre Decipisagitta Bieri, 1991
- genre Ferosagitta Kassatkina, 1971
- genre Flaccisagitta Tokioka, 1965
- genre Mesosagitta Tokioka, 1965
- genre Parasagitta Tokioka, 1965
- genre Pseudosagitta Germain & Joubin, 1912
- genre Sagitta Quoy & Gaimard, 1827
- genre Serratosagitta Tokioka, 1965
- genre Solidosagitta Tokioka, 1965
- genre Zonosagitta Tokioka, 1965

## Publication originale
- (de) Claus C. & Grobben K., 1905. Lehrbuch der Zoologie. 7e édition. Marburg-Heßen: NG Elwertsche Verlagsbuchhandlung.